# Andowiak
Andowiak (Thomasomys) – rodzaj ssaków z podrodziny  bawełniaków (Sigmodontinae) w obrębie rodziny  chomikowatych (Cricetidae).

## Rozmieszczenie geograficzne
Rodzaj obejmuje gatunki występujące w Ameryce Południowej.

## Morfologia
Długość ciała (bez ogona) 80–238 mm, długość ogona 97–329 mm, długość ucha 10–31 mm, długość tylnej stopy 16–59 mm; masa ciała 14–335 g.

## Systematyka
Rodzaj (w randze podrodzaju w obrębie Hesperomys) zdefiniował w 1884 roku amerykański chirurg, ornitolog i historyk Elliott Coues w artykule zatytułowanym Thomasomys, nowy podrodzaj Hesperomys, opublikowanym w czasopiśmie „The American Naturalist”. Gatunkiem typowym jest (oryginalne oznaczenie) andowiak oliwkowoszary (T. cinereus). 

### Etymologia
- Thomasomys: Oldfield Thomas (1858–1929), brytyjski zoolog, teriolog; gr. μυς mus, μυος muos ‘mysz’[10].
- Erioryzomys: gr. εριον erion ‘wełna’; rodzaj Oryzomys S.F. Baird, 1857 (ryżniak)[11]. Gatunek typowy (oryginalne oznaczenie): Oryzomys monochromos Bangs, 1900.
- Inomys: gr. ις is, ινος inos ‘ścięgno, mięsień, nerw’[12]; μυς mus, μυος muos ‘mysz’[13]. Gatunek typowy (oryginalne oznaczenie): Oryzomys incanus O. Thomas, 1894.

### Podział systematyczny
Do rodzaju należą następujące gatunki:
| Grafika | Gatunek                   | Autor i rok opisu | Nazwa zwyczajowa        | Podgatunki         | Rozmieszczenie geograficzne | Podstawowe wymiary                                 | Status IUCN |
| ------- | ------------------------- | --- | ----------------------- | ------------------ | --- | -------------------------------------------------- | ----------- |
|         | Thomasomys monochromos    | Bangs, 1900 | andowiak jednobarwny    | gatunek monotypowy | endemit Kolumbii: Sierra Nevada de Santa Marta (Magdalena); zakres wysokości: 2000–3600 m n.p.m. | DC: 10,5–12 cm DO: około 12,4 cm MC: około 36 g    | VU          |
|         | Thomasomys emeritus       | O. Thomas, 1916 |                         | gatunek monotypowy | endemit Wenezueli: Andy w Mérida i Trujillo; zakres wysokości: 2090–3550 m n.p.m. | DC: 10,4–12 cm DO: brak danych MC: brak danych     | DD          |
|         | Thomasomys vestitus       | (O. Thomas, 1898) | andowiak szykowny       | gatunek monotypowy | endemit Wenezueli: Cordillera de Mérida; zakres wysokości: 1600–2500 m n.p.m. | DC: 13,8–14,1 cm DO: około 16,9 cm MC: około 67 g  | NT          |
|         | Thomasomys hylophilus     | Osgood, 1912 | andowiak drzewolubny    | gatunek monotypowy | Kolumbia (wschodnie Andy) i zachodnia Wenezuela (Cordillera de Mérida); zakres wysokości: poniżej 2000 m n.p.m.                                                                                         | DC: 10,7–12,6 cm DO: 12,4–15,5 cm MC: 32–40 g      | VU          |
|         | Thomasomys nicefori       | O. Thomas, 1921 |                         | gatunek monotypowy | endemit Kolumbii: górskie lasy w północnej części zachodnicj i środkowych Andów; zakres wysokości: 1900–3810 m n.p.m.                                                                                   | DC: 15,4–17,2 cm DO: brak danych MC: brak danych   | LC          |
|         | Thomasomys popayanus      | J.A. Allen, 1912 | andowiak kolumbijski    | gatunek monotypowy | endemit Kolumbii: górskie lasy w zachodnich Andach; zakres wysokości: 1830–3300 m n.p.m. | DC: 14,5–16,4 cm DO: 20–22 cm MC: brak danych      | DD          |
|         | Thomasomys baeops         | (O. Thomas, 1899) | andowiak paciorkooki    | gatunek monotypowy | Andy w Kolumbii i Ekwadorze; zakres wysokości: 1300–3800 m n.p.m. | DC: 9,5–12 cm DO: 10,6–14,7 cm MC: 27–45 g         | LC          |
|         | Thomasomys niveipes       | (O. Thomas, 1896) | andowiak śnieżnostopy   | gatunek monotypowy | endemit Kolumbii: paramo we wschodnich Andach; zakres wysokości: 2550–3500 m n.p.m. | DC: 11–13,5 cm DO: 11,5–13,3 cm MC: 26–44 g        | LC          |
|         | Thomasomys princeps       | (O. Thomas, 1895) |                         | gatunek monotypowy | endemit Kolumbii: górskie lasy we wschodnich Andach; zakres wysokości: 2650–3400 m n.p.m. | DC: 17,3–19,8 cm DO: 21–25 cm MC: około 121 g      | DD          |
|         | Thomasomys bombycinus     | H.E. Anthony, 1925 | andowiak jedwabisty     | gatunek monotypowy | endemit Kolumbii: północna część zachodnich Andów; zakres wysokości: 2800–3800 m n.p.m. | DC: 11,2–13 cm DO: około 13,3 cm MC: brak danych   | VU          |
|         | Thomasomys auricularis    | H.E. Anthony, 1923 |                         | gatunek monotypowy | endemit Ekwadoru: zachodnie Andy w Cañar, Azuay, El Oro i Loja; zakres wysokości: 2330–4000 m n.p.m. | DC: 13,8–15,5 cm DO: 16,2–19 cm MC: brak danych    | DD          |
|         | Thomasomys cinnameus      | H.E. Anthony, 1924 | andowiak cynamonowy     | gatunek monotypowy | Andy w Kolumbii i Ekwadorze; zakres wysokości: 2400–3800 m n.p.m. | DC: 8,2–9 cm DO: 11–12,8 cm MC: 14–19 g            | LC          |
|         | Thomasomys contradictus   | H.E. Anthony, 1925 |                         | gatunek monotypowy | endemit Kolumbii: wilgotne lasy w środkowych Andach; zakres wysokości: 2400–3870 m n.p.m. | DC: 10,7–13,3 cm DO: około 15,3 cm MC: brak danych | DD          |
|         | Thomasomys cinereiventer  | J.A. Allen, 1912 | andowiak szarobrzuchy   | gatunek monotypowy | endemit Kolumbii: zachodnie Andy; zakres wysokości: 1830–3150 m n.p.m. | DC: 12,6–16,1 cm DO: 14,4–17,2 cm MC: brak danych  | LC          |
|         | Thomasomys dispar         | H.E. Anthony, 1925 |                         | gatunek monotypowy | endemit Kolumbii: południowa część środkowych i wschodnich Andów; zakres wysokości: 2130–3310 m n.p.m.                                                                                                  | DC: 9,8–11,9 cm DO: brak danych MC: brak danych    | DD          |
|         | Thomasomys laniger        | (O. Thomas, 1895) | andowiak wełnisty       | gatunek monotypowy | endemit Kolumbii: środkowe i wschodnie Andy; zakres wysokości: 2600–3600 m n.p.m. | DC: 10,1–11,9 cm DO: 10,6–12,7 cm MC: 25–36 g      | LC          |
|         | Thomasomys cinereus       | (O. Thomas, 1882) | andowiak oliwkowoszary  | gatunek monotypowy | południowo-zachodni Ekwador (Park Narodowy Yacuri) i północno-zachodnie Peru (na zachód od rzeki Marañón); zakres wysokości: 1200–3100 m n.p.m.                                                         | DC: 10,7–14,6 cm DO: około 14,7 cm MC: około 44 g  | LC          |
|         | Thomasomys shallqukucha   | Pacheco & Ruelas, 2023 |                         | gatunek monotypowy | endemit Peru: północne Andy (Lambayeque); zakres wysokości: 2550–3330 m n.p.m. | DC: 11,6–14,2 cm DO: 14,5–17,1 cm MC: 40–70 g      | NE          |
|         | Thomasomys pagaibambensis | Pacheco & Ruelas, 2023 |                         | gatunek monotypowy | endemit Peru: północne Andy (Cajamarca); zakres wysokości: 2530–3370 m n.p.m. | DC: 12,1–15,8 cm DO: 14,2–18,1 cm MC: 48–78 g      | NE          |
|         | Thomasomys lojapiuranus   | Pacheco & Ruelas, 2023 |                         | gatunek monotypowy | górski lasy w południowym Ekwadorze (Loja) i północnym Peru (Piura); zakres wysokości: 1198–3481 m n.p.m.                                                                                               | DC: 10,7–14,6 cm DO: 13,6–16,5 cm MC: 44–75 g      | NE          |
|         | Thomasomys erro           | H.E. Anthony, 1926 | andowiak wędrowny       | gatunek monotypowy | endemit Ekwadoru: północna część wschodnich Andów (Napo); zakres wysokości: 1900–3600 m n.p.m. | DC: 10,4–15,2 cm DO: 13,1–17,8 cm MC: 28–46 g      | LC          |
|         | Thomasomys paramorum      | O. Thomas, 1898 | andowiak paramoński     | gatunek monotypowy | zachodnie Andy w południowej Kolumbii oraz Andy w Ekwadorze na południe od depresji Huancabamba; zakres wysokości: 2000–4300 m n.p.m.                                                                   | DC: 8,4–11,4 cm DO: 11,3–13,3 cm MC: 17–26 g       | LC          |
|         | Thomasomys otavalo        | J. Brito, R. García, Castellanos, Gavilanes, Curay, Carrión-Olmedo, Reyes-Barriga, Guayasamin, Salazar-Bravo & C.M. Pinto, 2024 |                         | gatunek monotypowy | endemit Ekwadoru: pomiędzy obszarem chronionym Hídrica Otavalo Mojanda, od wyżyn Intag (Imbabura) do Cordillera de Cayapas (granica między Esmeraldas a Imbabura); zakres wysokości: 2290–3685 m n.p.m. | DC: 11–12,5 cm DO: 15–18 cm MC: około 33 g         | NE          |
|         | Thomasomys silvestris     | H.E. Anthony, 1924 | andowiak leśny          | gatunek monotypowy | endemit Ekwadoru: zachodnie zbocza Andów; zapisy ze wschodnich zboczy w Morona Santiago niepewne; zakres wysokości: 1800–4500 m n.p.m.                                                                  | DC: 9,5–12,7 cm DO: 13,9–15,7 cm MC: brak danych   | LC          |
|         | Thomasomys igor           | J. Brito, R. García, Castellanos, Gavilanes, Curay, Carrión-Olmedo, Reyes-Barriga, Guayasamin, Salazar-Bravo & C.M. Pinto, 2024 |                         | gatunek monotypowy | endemit Ekwadoru: znany tylko z miejsca typowego z obszaru Cruz de Lizo (Bolívar); zakres wysokości: 2875–3000 m n.p.m.                                                                                 | DC: 10,2–12,2 cm DO: 13,3–16 cm MC: około 30 g     | NE          |
|         | Thomasomys fumeus         | H.E. Anthony, 1924 |                         | gatunek monotypowy | endemit Ekwadoru: znany z 5 miejsc we wschodnich Andach (Napo i Morona Santiago; zakres wysokości: 2440–2850 m n.p.m.                                                                                   | DC: 10,1–12,5 cm DO: 9,7–11,5 cm MC: 31–50 g       | DD          |
|         | Thomasomys vulcani        | (O. Thomas, 1898) | andowiak wulkaniczny    | gatunek monotypowy | endemit Ekwadoru: północno-środkowe Andy (Pichincha i Carchi); zakres wysokości: 1400–4500 m n.p.m. | DC: 11,6–12,6 cm DO: 11,5–13,5 cm MC: 32–57 g      | LC          |
|         | Thomasomys ucucha         | Voss, 2003 | andowiak mysi           | gatunek monotypowy | endemit Ekwadoru: znany ze szczytów Andów (Carchi, Pichincha i Napo); zakres wysokości: 3380–3800 m n.p.m.                                                                                              | DC: 9,4–10,9 cm DO: 12,2–15,1 cm MC: 24–46 g       | VU          |
|         | Thomasomys taczanowskii   | (O. Thomas, 1882) | andowiak Taczanowskiego | gatunek monotypowy | Andy w Ekwadorze i północnym Peru (Piura, Lambayeque, Cajamarca i San Martín); zakres wysokości: 1150–3350 m n.p.m.                                                                                     | DC: około 9,5 cm DO: około 13,8 cm MC: brak danych | LC          |
|         | Thomasomys aureus         | (Tomes, 1860) | andowiak złocisty       | gatunek monotypowy | Andy w zachodniej Wenezueli, środkowej i południowo-zachodniej Kolumbii, Ekwadorze i Peru do zachodnio-środkowej Boliwii; zakres wysokości: 1460–3850 m n.p.m.                                          | DC: 14,2–18 cm DO: 17,2–25 cm MC: 75–175 g         | LC          |
|         | Thomasomys caudivarius    | H.E. Anthony, 1923 | andowiak pstroogonowy   | gatunek monotypowy | zachodnie zbocza Andów od zachodniego Ekwadoru do północnego Peru; zapsiy z północno-zachodniego Ekwadoru niepotwierdzone; zakres wysokości: 1750–3350 m n.p.m.                                         | DC: 9,9–12,5 cm DO: 14,1–16,3 cm MC: brak danych   | LC          |
|         | Thomasomys pardignasi     | J. Brito, Vaca-Puente, C. Koch & Tinoco, 2021                                                                                   |                         | gatunek monotypowy | endemit Ekwadoru: Cordillera del Cóndor (Morona Santiago) i Kutukú (Zamora-Chinchipe); zakres wysokości: 1750–2215 m n.p.m.                                                                             | DC: 13,7–14,5 cm DO: 21–23 cm MC: 63–68 g          | NE          |
|         | Thomasomys burneoi        | T.E. Lee, Tinoco & J. Brito, 2022                                                                                               |                         | gatunek monotypowy | endemit Ekwadoru: znany tylko z Parku Narodowego Sangay (Chimborazo) i Morona Santiago); zakres wysokości: 3400–3900 m n.p.m.                                                                           | DC: 12,8–18,4 cm DO: 20,7–23,2 cm MC: około 105 g  | NE          |
|         | Thomasomys salazari       | J. Brito, Tinoco, Curay, Vargas, Reyes-Puig, Romero & Pardiñas, 2019                                                            |                         | gatunek monotypowy | endemit Ekwadoru: znany tylko z obszaru wokół miejsca typowego w Parku Narodowym Sangay (Morona Santiago); zakres wysokości: 2575–3670 m n.p.m.                                                         | DC: 9,9–12,8 cm DO: 13,4–17,5 cm MC: 28–47 g       | NE          |
|         | Thomasomys hudsoni        | H.E. Anthony, 1923 | andowiak wątły          | gatunek monotypowy | endemit Ekwadoru: znany tylko z dówch miejsc w Bestión (Azuay); zakres wysokości: 3260–4000 m n.p.m. | DC: 8–9,3 cm DO: 11–12 cm MC: brak danych          | VU          |
|         | Thomasomys pyrrhonotus    | O. Thomas, 1886 | andowiak rudawy         | gatunek monotypowy | endemit Peru: Andy w Piura i Cajamarca; zakres wysokości: 1200–3100 m n.p.m. | DC: 13,7–14,4 cm DO: około 19 cm MC: brak danych   | DD          |
|         | Thomasomys antoniobracki  | Ruelas & Pacheco, 2021 |                         | gatunek monotypowy | endemit Peru: znany tylko z miejsca typowego prowincji Huancabamba (Piura); zakres wysokości: 2620–2720 m n.p.m.                                                                                        | DC: 18,4–18,8 cm DO: 24–25 cm MC: 70–154 g         | NE          |
|         | Thomasomys oreas          | H.E. Anthony, 1926 | andowiak górski         | gatunek monotypowy | Andy od północnego Perru, na południe od rzeki Marañón, do środkowej Boliwii; zakres wysokości: 2460–3650 m n.p.m.                                                                                      | DC: 9–10,8 cm DO: około 13,6 cm MC: brak danych    | LC          |
|         | Thomasomys praetor        | (O. Thomas, 1900) | andowiak duży           | gatunek monotypowy | endemit Peru: zachodnie zbocza północnych Andów pomiędzy depresją Huancabamba a rzeką Marañón; zakres wysokości: 2050–4000 m n.p.m.                                                                     | DC: 16,1–18,7 cm DO: około 18 cm MC: brak danych   | NT          |
|         | Thomasomys notatus        | O. Thomas, 1917 | andowiak ciemnostopy    | gatunek monotypowy | endemit Peru: wschodnia zbocza środkowych Andów; zakres wysokości: 1400–3400 m n.p.m. | DC: 11–12,8 cm DO: 10,5–13 cm MC: brak danych      | LC          |
|         | Thomasomys apeco          | Leo & A.L. Gardner, 1993 | andowiak samotny        | gatunek monotypowy | endemit Peru: znany tylko z miejsca typowego w Valle de Los Chochos w Parku Narodowym Rio Abiseo (San Martín); zakres wysokości: 3200–3380 m n.p.m.                                                     | DC: około 24 cm DO: 28–33 cm MC: 164–335 g         | LC          |
|         | Thomasomys eleusis        | O. Thomas, 1926 | andowiak peruwiański    | gatunek monotypowy | endemit Peru: północna część wschodnich Andów, na wschód od rzeki Marañón; zakres wysokości: 3050–3660 m n.p.m.                                                                                         | DC: 12,6–14 cm DO: 12,3–14,8 cm MC: brak danych    | VU          |
|         | Thomasomys ischyrus       | Osgood, 1914 | andowiak długoogonowy   | gatunek monotypowy | endemit Peru: wschodnie zbocza Andów (Amazonas, San Martín i Huánuco; zakres wysokości: 2280–3350 m n.p.m.                                                                                              | DC: 13–14 cm DO: około 15,1 cm MC: brak danych     | LC          |
|         | Thomasomys rosalinda      | O. Thomas & St. Leger, 1926 | andowiak skryty         | gatunek monotypowy | endemit Peru: znany tylko z miejsca typowego w Goncha (Amazonas) | DC: około 13,5 cm DO: około 17 cm MC: brak danych  | EN          |
|         | Thomasomys macrotis       | A.L. Gardner & Romo, 1993 | andowiak wielkouchy     | gatunek monotypowy | endemit Peru: znany z miejsca typowego i ssąsiednich obszarów w Parku Narodowym Rio Abiseo (San Martín); zakres wysokości: 3250–3380 m n.p.m.                                                           | DC: 15,3–16,8 cm DO: 19,3–22 cm MC: 140–166 g      | LC          |
|         | Thomasomys onkiro         | Luna & Pacheco, 2002 | andowiak kordylierski   | gatunek monotypowy | endemit Peru: znany z miejsca typowego w Cordillera de Vilcabamba (Juní); zapisy z rezerwatu Tapichalaca (Ekwador) niepewne                                                                             | DC: 9,4–11,4 cm DO: 14,4–15,9 cm MC: brak danych   | LC          |
|         | Thomasomys incanus        | (O. Thomas, 1894) | andowiak inkaski        | gatunek monotypowy | endemit Peru: wschodnie zbocze Andów pomiędzy San Martín a Junín; zakres wysokości: 2430–3850 m n.p.m.                                                                                                  | DC: 11,1–13,4 cm DO: około 12,5 cm MC: brak danych | LC          |
|         | Thomasomys kalinowskii    | (O. Thomas, 1894) | andowiak Kalinowskiego  | gatunek monotypowy | endemit Peru: Andy w Huánuco na południe do Ayacucho; zakres wysokości: 2050–3675 m n.p.m. | DC: 13,6–14,3 cm DO: około 15,5 cm MC: brak danych | LC          |
|         | Thomasomys gracilis       | O. Thomas, 1917 | andowiak smukły         | gatunek monotypowy | endemit Peru: górski las w Yungas w Cuzco; zakres wysokości: 275–4270 m n.p.m. | DC: 8,3–10,1 cm DO: około 12 cm MC: brak danych    | NT          |
|         | Thomasomys daphne         | O. Thomas, 1917 | andowiak stokowy        | gatunek monotypowy | wschodnie zbocza Andów w południowym Peru do północnej Boliwii; zakres wysokości: 200–3540 m n.p.m. | DC: 8,8–10,9 cm DO: około 13,3 cm MC: brak danych  | LC          |
|         | Thomasomys andersoni      | Salazar-Bravo & Yates, 2007 | andowiak oliwkowy       | gatunek monotypowy | endemit Boliwii: wschodnie zbocza w La Paz i Cochabamba; zakres wysokości: 2000–2630 m n.p.m. | DC: 10,8–11 cm DO: 12,2–12,8 cm MC: 35–38 g        | VU          |
|         | Thomasomys australis      | H.E. Anthony, 1925 |                         | gatunek monotypowy | endemit Boliwia: Andy w Cochabamba i Santa Cruz; zakres wysokości: 2350–2800 m n.p.m. | DC: 8,9–9,1 cm DO: około 13,8 cm MC: brak danych   | DD          |
|         | Thomasomys ladewi         | H.E. Anthony, 1926 | andowiak boliwijski     | gatunek monotypowy | endemit Boliwii: górskie lasy Andów w La Paz; zakres wysokości: 2360–3300 m n.p.m. | DC: 12–13,8 cm DO: około 15,8 cm MC: 42–64 g       | LC          |

Kategorie IUCN:  LC  – gatunek najmniejszej troski,  NT  – gatunek bliski zagrożenia,  VU  – gatunek narażony,  EN  – gatunek zagrożony,  DD  – gatunki o nieokreślonym stopniu zagrożenia;  NE  – gatunki niepoddane jeszcze ocenie.